# Anastassija Nikolajewna Kedrina
Anastassija „Nastja“ Nikolajewna Kedrina (russisch Анастасия Николаевна Кедрина; * 3. April 1992 in Sankt Petersburg) ist eine russische Skirennläuferin. Ihre Mutter Ljudmila Kedrina, geb. Reus, war ebenfalls Skirennläuferin und die erste Trainerin ihrer Tochter. Auch ihr älterer Bruder Maxim Kedrin war Skirennläufer.

## Biografie
Anastassija Kedrina stand schon im Alter von zwei Jahren auf Skiern und fuhr als Fünfjährige ihr erstes Rennen. Im Dezember 2007 bestritt Kedrina ihre ersten FIS-Rennen, am 9. März 2008 feierte sie in einem Slalom in Krasnojarsk den ersten Sieg. Im Europacup startete die Russin erstmals im Januar 2009, erreichte aber zunächst in keinem Rennen die Punkteränge, also Platzierungen unter den besten 30. Ihr bestes Ergebnis bei Juniorenweltmeisterschaften erzielte Kedrina mit dem sechsten Platz in der Kombination von Garmisch-Partenkirchen 2009. Beim European Youth Olympic Festival 2009 in Szczyrk erreichte sie den vierten Platz im Slalom. Im März 2009 wurde die damals 16-Jährige Russische Meisterin im Super-G und in der Super-Kombination.
Im November 2009 erlitt Kedrina beim Training im schwedischen Funäsdalen Bänderrisse im Knie, weshalb sie im Winter 2009/10 an keinen Wettkämpfen teilnehmen konnte. Im Sommer 2010 erzielte sie zwei zweite Plätze im Australia New Zealand Cup. Am 28. November 2010 gab Kedrina im Slalom von Aspen ihr Weltcupdebüt, scheiterte aber an der Qualifikation für den zweiten Durchgang der besten 30. Anschließend nahm sie an mehreren Rennen im Nor-Am Cup teil und erreichte am 14. Dezember 2010 den dritten Platz in der Super-Kombination von Panorama. Am 27. Januar 2011 gewann sie ihre ersten Europacuppunkte, als sie in der Abfahrt von Pila den 23. Platz belegte. Vier Wochen später fuhr sie in den drei Europacuprennen in Sotschi erstmals unter die besten 20.
Wie im Vorjahr nahm Kedrina auch zu Beginn der Saison 2011/12 an mehreren Rennen im Nor-Am Cup teil. Sie fuhr insgesamt drei Mal auf das Podest und gewann am 15. Dezember den Riesenslalom in Panorama. Am 22. Januar 2012 erreichte sie mit Platz neun in der Abfahrt von St. Moritz ihr erstes Top-10-Ergebnis im Europacup. Bei ihrer letzten Juniorenweltmeisterschaften kam sie nach Ausfällen in Riesenslalom und Super-G nur als 16. des Slaloms ins Ziel. Am Saisonende wurde sie Russische Meisterin 2012 in Abfahrt und Super-G.

## Erfolge

### Weltmeisterschaften
- Schladming 2013: 24. Super-Kombination, 31. Abfahrt

### Juniorenweltmeisterschaften
- Formigal 2008: 47. Slalom
- Garmisch-Partenkirchen 2009: 6. Kombination, 31. Slalom, 33. Abfahrt, 33. Super-G, 54. Riesenslalom
- Crans-Montana 2011: 44. Abfahrt
- Roccaraso 2012: 16. Slalom
- Québec 2013: 8. Abfahrt, 32. Super-G

### Europa- und Nor-Am-Cup
- 2 Platzierungen unter den besten zehn im Europacup
- 1 Sieg (Riesenslalom in Panorama am 15. Dezember 2011) und weitere 3 Podestplätze im Nor-Am Cup

### Russische Meisterschaften
- Vierfache Russische Meisterin (Super-G 2009 und 2012, Super-Kombination 2009, Abfahrt 2012)

### Weitere Erfolge
- 6 Siege in FIS-Rennen